# 宮古島市立砂川中学校
宮古島市立砂川中学校（みやこじましりつ すながわちゅうがっこう）は、かつて沖縄県宮古島市（宮古島）にあった市立中学校である。城辺地区4中学校統合のため2021年3月31日を以て閉校し、同年4月に宮古島市立城東中学校が開校した。

## 沿革
- 1948年4月1日 - 城南中学校創立（砂川小学校に併置する）。
- 1949年
  - 4月1日 - 城南中学校が砂川中学校と西城中学校に分離される[3]。
  - 6月1日 - 南校舎4教室竣工。
- 1951年2月24日 - 茅葺き校舎を建てる。
- 1952年2月1日 - 校舎落成（90坪）。
- 1955年
  - 1月19日 - 北校舎2教室竣工。
  - 10月4日 - 砂川中学校PTA発足。
- 1958年8月20日 - 校歌制定（作詞：仲元銀太郎、作曲：富浜定吉）。
- 1959年9月15日 - 宮古島台風により南校舎倒壊。
- 1960年9月8日 - 2階4教室竣工。
- 1962年2月12日 - 西側1教室竣工。
- 1964年1月18日 - 創立15周年記念式典。
- 1966年
  - 9月20日 - 技術科教室竣工。
  - 11月 - 家庭科教室竣工。
- 1969年3月 - 運動場埋め立て工事完了。
- 1972年5月15日 - 沖縄本土復帰に伴い城辺町立砂川中学校となる。
- 1974年
  - 4月19日 - 体育館落成。
  - 5月10日 - 創立25周年記念式典及び祝賀会。
- 1979年
  - 2月20日 - 学校図書館落成。
  - 3月8日 - 創立30周年記念式典並びに図書館落成祝賀会。
- 1981年5月25日 - 新校舎（普通教室、管理棟）竣工。
- 1983年3月31日 - 西校舎（特別教室）竣工。
- 1984年3月11日 - 創立35周年記念式典及び祝賀会。
- 1985年2月20日 - 学校図書館落成。
- 1987年3月3日 - 学校食堂完成・食堂開き。
- 1988年11月12日 - 沖縄県PTA研究大会会長賞受賞。
- 1991年11月16日 - 沖縄県ボランティア活動表彰県知事賞受賞。
- 1992年7月4日 - 体育館落成記念式典。
- 1996年9月13日 - 運動場整備完了。
- 1997年11月8日 - 九州ブロックPTA協議会会長賞受賞祝賀会。
- 1999年
  - 2月7日 - 創立50周年記念式典・祝賀会。
  - 7月26日 - 創立50周年記念事業「車庫」完成。
- 2000年12月10日 - 日本PTA全国協議会会長賞受賞祝賀会。
- 2005年10月1日 - 平良市・城辺町・下地町・上野村・伊良部町の合併により宮古島市が発足し、本校は宮古島市立砂川中学校となる。
- 2007年3月31日 - 新校舎落成（RC造2階建、延床面積2,014m2、建築費2億8千万円）。
- 2011年8月 - 宮古島市教育委員会が「宮古島市立学校規模適正化基本方針」を策定。2016年度（平成28年度）を目途に城辺地区の4中学校（福嶺中学校・城辺中学校・西城中学校・砂川中学校）を統合する方針が決まる[4]。
- 2013年4月 - 「宮古島市立学校規模適正化基本方針」を一部見直し、統合時期を2021年度（平成33年度）までに変更[5]。
- 2017年
  - 9月 - 宮古島市議会において統合校の位置を西城中学校とする学校設置条例改正案が僅差で否決される[6]。
  - 12月 - 宮古島市議会において学校設置条例改正案を可決。統合校の西城中学校校地への設置、及び、4校の2021年3月閉校が決まる[7]。
- 2018年3月 - 宮古島市議会において学校設置条例改正案可決。統合校の名称が「城東中学校」に決まる[8]。
- 2019年4月22日 - 横浜サイエンスフロンティア附属中学校交流会。
- 2020年4月7日 - 新型コロナウイルス感染防止対策のため臨時休校[9]（5月17日まで[10]）。
- 2021年
  - 3月27日 - 砂川中学校閉校式[11]。
  - 3月31日 - 砂川中学校閉校。

## 通学区域
砂川小学校区域と同一区域であった。